# Castell d'en Nadal
El Castell d'en Nadal era un castell, del qual només en queden unes poques restes, al terme municipal de Castelló de la Plana, a la comarca de la Plana Alta.Al llarg del temps els usos del castell van ser molts i molt variats, destacant els de caràcter militar i defensiu. Com tot castell, està catalogat, per declaració genèrica, com a Bé d'Interès Cultural, tot i que en 2014 no disposava d'anotació ministerial ni d'expedient. Malgrat això, està inscrit amb el número de codi 12.05.040-015, tal com queda reflectit en la Direcció General de Patrimoni Artístic de la Generalitat Valenciana.